# Klamath Falls
La ville de Klamath Falls est le siège du comté de Klamath, État de l’Oregon, aux États-Unis. Le maire de la ville est Todd Kellstrom.
En 2010, la ville avait une superficie de 48,5 km2, une population de 20 840 habitants et une densité de population de 406,2 hab/km2.

## Histoire
Les premiers habitants de Klamath Falls étaient les Amérindiens Klamath. Ils nommaient ce lieu Yulalona ou Iwauna. 
Klamath Falls est devenue officiellement une ville en 1905.
Au recensement de 2000, les 19 462 habitants de la ville étaient répartis en 4 670 familles. Aussi, 85,12 % de la population de la ville est blanche ; 1,02 % est afro-américaine ; 4,44 % est constituée d'amérindiens ; 1,32 % est asiatique ; 0,13 % est originaire des îles du Pacifique.
Le plus grand employeur de la ville est le Merle West Medical Center, suivi par JELD-WEn (un fabricant de portes et fenêtres)
Klamath Falls abrite l'institut technologique de l'Oregon.